# Arthur Guinness
Arthur Guinness, irski poslovnež in pivovar, * 24. september 1725 Cellbridge, † 23. januar 1803, Dublin.
Arthur Guinness je najbolj znan kot ustanovitelj pivovarne Guinness.

## Življenjepis
Arthur je bil sin Richarda Guinnessa, upravnika zemljišč nadškofa Cashela, ki je postal tudi njegov krstni boter in mu je v svoji oporoki zapustil za tiste čase dokaj veliko vsoto denarja, 100 funtov. S tem je Arthur postal dovolj premožen, da je leta 1755 vzel v najem pivovarno v Leixlipu in začel variti ale. Pet let kasneje je to pivovarno prepustil svojemu bratu, sam pa je od Marka Rainsforda za 9000 let vzel v najem pivovarno St. James's Gate, za najemnino, ki je znašala 45 funtov na leto. S tem je odkupil tudi vodne pravice, kar je bilo za pivovarno v glavnem mestu ključnega pomena.
Časi za pivovarje so bili sicer v tistem času neugodni, saj so bili davki visoki in konkurenca huda. Po poroki z Olivio Whitmore, hčerko lokalnega veljaka, s katero se je oženil leta 1761 pa se je začelo njegovo podjetje močno uveljavljati. Sam je bil sprejet v združenje pivovarjev in kmalu postal vodja pivovarskega ceha. Bil je zagret voditelj in je začel kazati veliko zanimanje za povsem novo vrsto temnega piva, imenovanega porter.
Kmalu se je zapletel v spor z ostalimi pivovarji, glavni vir spora pa je bila pravica do pitne vode, ključne sestavine piva. Guinness je namreč zavračal plačilo vodarine, pri čemer se je skliceval na svojo pogodbo iz leta 1775. Pivovarska zbornica je na njegovo zavračanje reagirala tako, da je v vodne zbiralnike poslala delavce, ki naj bi blokirali dotok sveže vode njegovi pivovarni. Arthur se je, oborožen s krampom postavil v bran in delavce odgnal. Po dolgem pravnem postopku je leta 1784 zmagal in ponovno dobil vodno pravico v trajanju 8975 let.
Med tem je v Londonu postalo popularno novo pivo porter, zaradi česar se je Arthur odločil, da bo povsem prenehal variti ale in se usmeril v izdelavo samo te vrste gostega temnega piva, zaradi česar je najel tudi delavce londonske pivovarske družine Purser, ki so imeli veliko izkušenj v varjenju porterja. Poteza se je izkazala za pravilno in Guinnessovo pivo je postalo znano tudi drugod po britanskem imperiju. Guinness je porterju dal novo ime stout in ga zaščitil. Prodaja je rasla in ob njegovi smrti, leta 1803 je bilo ime pivovarske družine Guinness že svetovno znano.
Arthur Guinness je pokopan v Oughter Ardu na posestvu svoje matere.

### Politično življenje
Arthur Guinness se je do določene mere spustil tudi v politiko. Javno je podpiral Henryja Grattana, delno tudi zaradi njegove ambicije, zmanjšati davke na pivo. Prav tako je podpiral irsko cerkev, ki se je takrat poskušala oddvojiti od anglikanske cerkve, ni pa podpiral irskih revolucionarjev, ki so se zavzemali za odcepitev Irske.

## Zapuščina
Po smrti je pivovarno prevzel njegov sin Arthur Guinness mlajši in jo uspešno vodil do svoje smrti leta 1855. Pivovarna je še danes v rokah družine Guinness in še danes deluje na isti lokaciji v St. James's Gate v Dublinu. Pivo iz te pivovarne pa je danes eno najbolj poznanih irskih piv na svetu.